# 소켓 G34

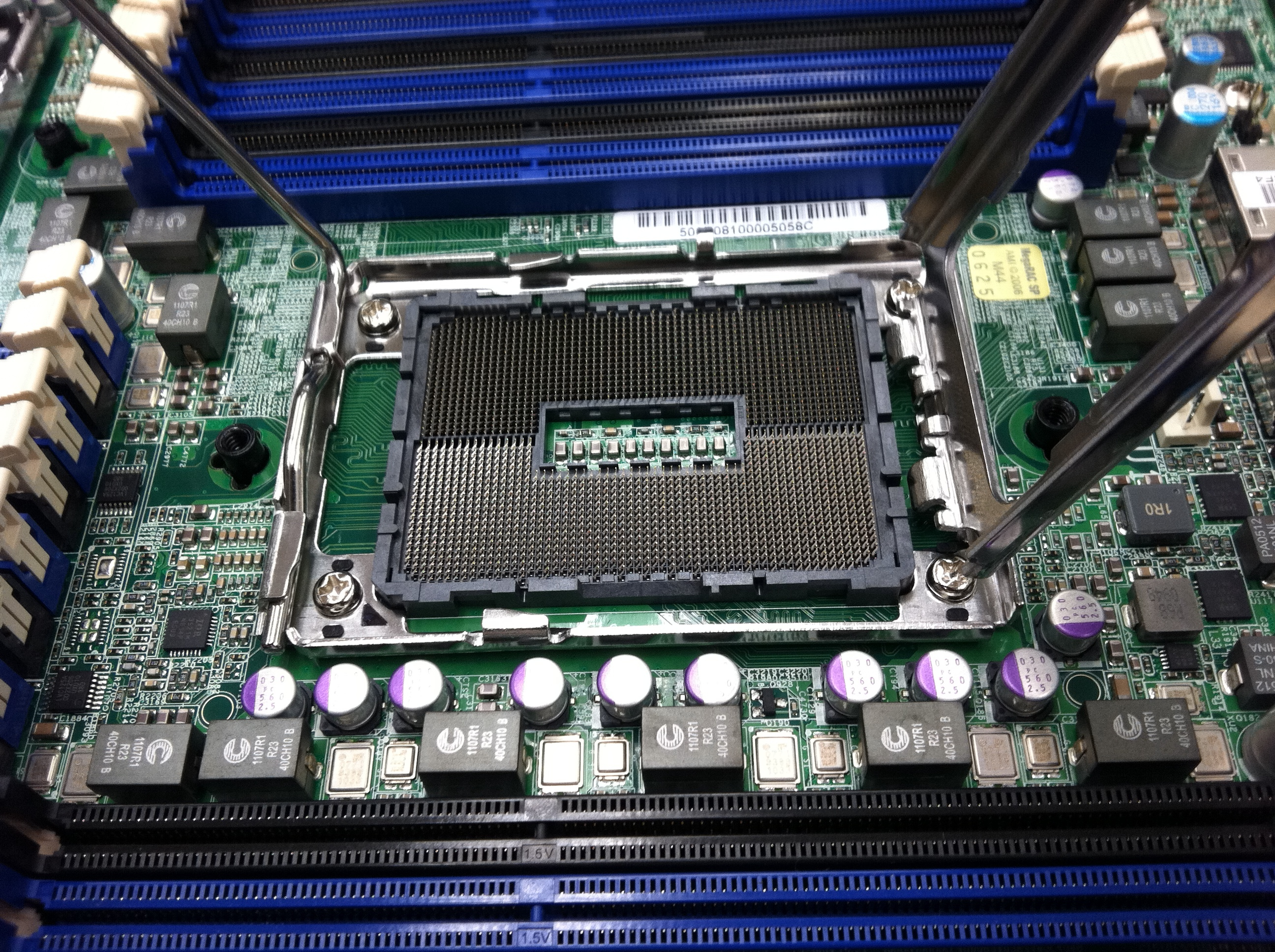
소켓 G34

소켓 G34는 AMD의 멀티 칩 모듈 Opteron 6000 시리즈 서버 프로세서를 지원하기 위해 AMD가 설계한 랜드 그리드 배열 CPU 소켓이다. G34는 이를 위해 설계된 Opteron 6100 프로세서의 초기 그룹과 함께 2010년 3월 29일에 출시되었다. 소켓 G34는 1944핀 CPU 패키지의 각 다이에 2개씩 총 4개의 DDR3 SDRAM 채널을 지원한다. 소켓 G34는 최대 4소켓 배열로 사용할 수 있으며, 이는 최대 8소켓 배열을 지원하는 소켓 F CPU에서 변경된 것이다. 그러나 4개의 소켓 G34 CPU에는 8개의 다이가 있으며 이는 8개의 소켓 F CPU에 있는 것과 동일하다. AMD는 4소켓 시장의 수요 감소를 이유로 소켓 G34를 8방향 작동으로 확장하는 것을 거부했다. AMD는 고급 2소켓 시장과 4소켓 시장에서 소켓 G34를 목표로 삼고 있다. 저가형 2소켓 시장은 동급 소켓 G34 CPU에 비해 코어 수가 절반인 모놀리식 다이 소켓 C32 CPU로 서비스된다.
소켓 G34와 최신 소켓 C32는 모두 2017년 단일 및 듀얼 CPU 서버용 소켓 SP3에 의해 성공되었으며 모든 Opteron CPU 제품군의 후속 제품인 젠 기반 Epyc CPU를 지원한다.

## 같이 보기
- AMD 마이크로프로세서 목록